# Nomascus leucogenys

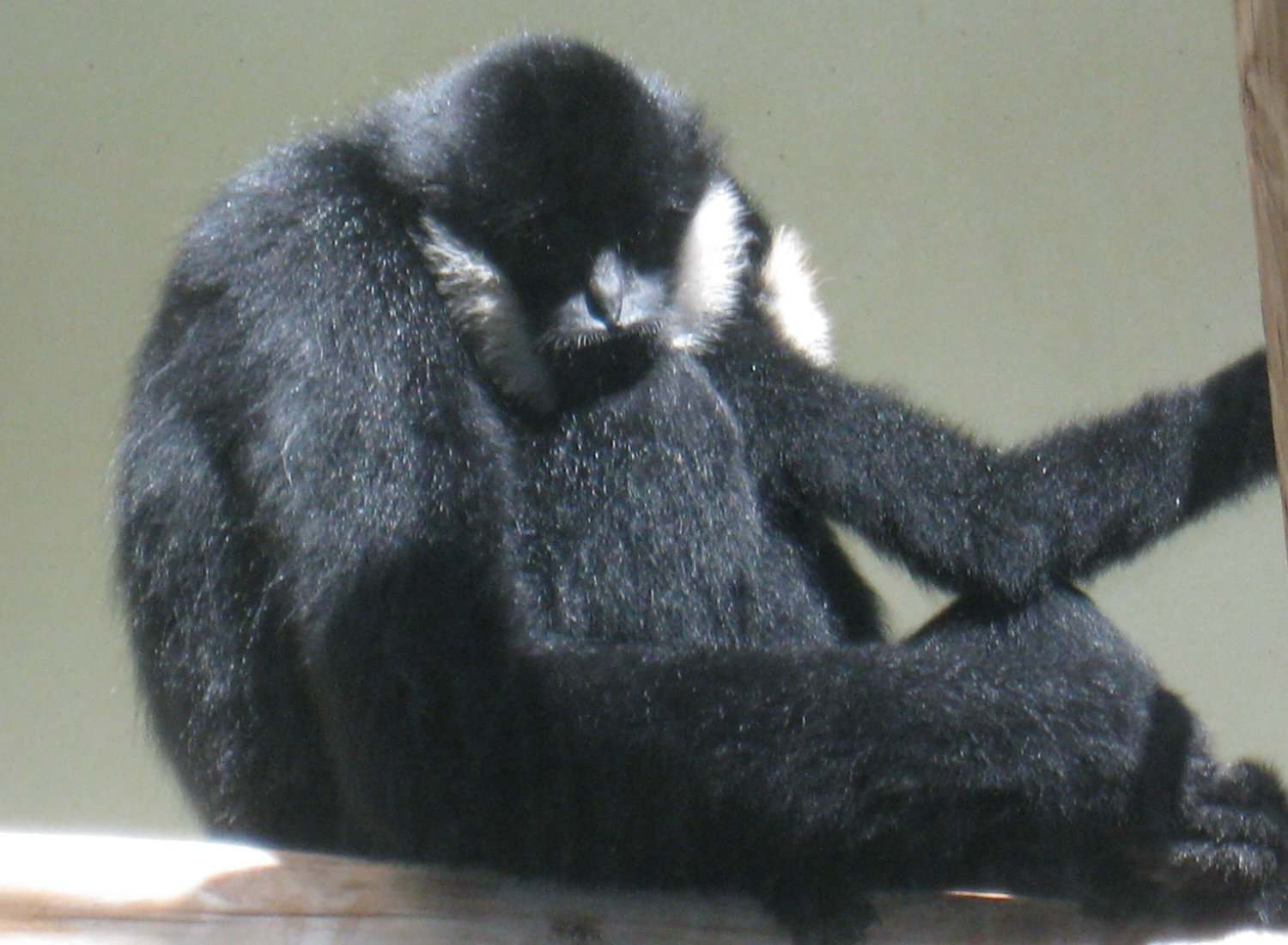
Nomascus leucogenys

Nomascus leucogenys es una especie de primate hominoideo de la familia Hylobatidae endémico del Sudeste de Asia. 
Esta especie se relaciona estrechamente con el gibón de mejillas blancas sureño (Nomascus siki), los cuales se consideraban previamente  de la misma especie. Las hembras de las dos especies son virtualmente indistinguibles en su apariencia.

## Estado de conservación y amenazas
Se considera una especie en peligro crítico de extinción en la Lista Roja de la UICN debido a que se presume una alta tasa de disminución de la población a causa de la caza y pérdida de su hábitat. En el norte de Vietnam, cerca a la frontera con Laos, en 2011 se descubrió una población viable de unos 455 individuos en el Parque nacional de Pu Mat, que constituye aproximadamente una tercera parte de la población conocida de la especie y la más prometedora desde el punto de vista de la conservación de la misma.

## Distribución geográfica
Es nativo de Vietnam, Laos y la provincia China de Yunnan.

## Subespecies
No se reconocen las siguientes subespecies.

## Galería de imágenes

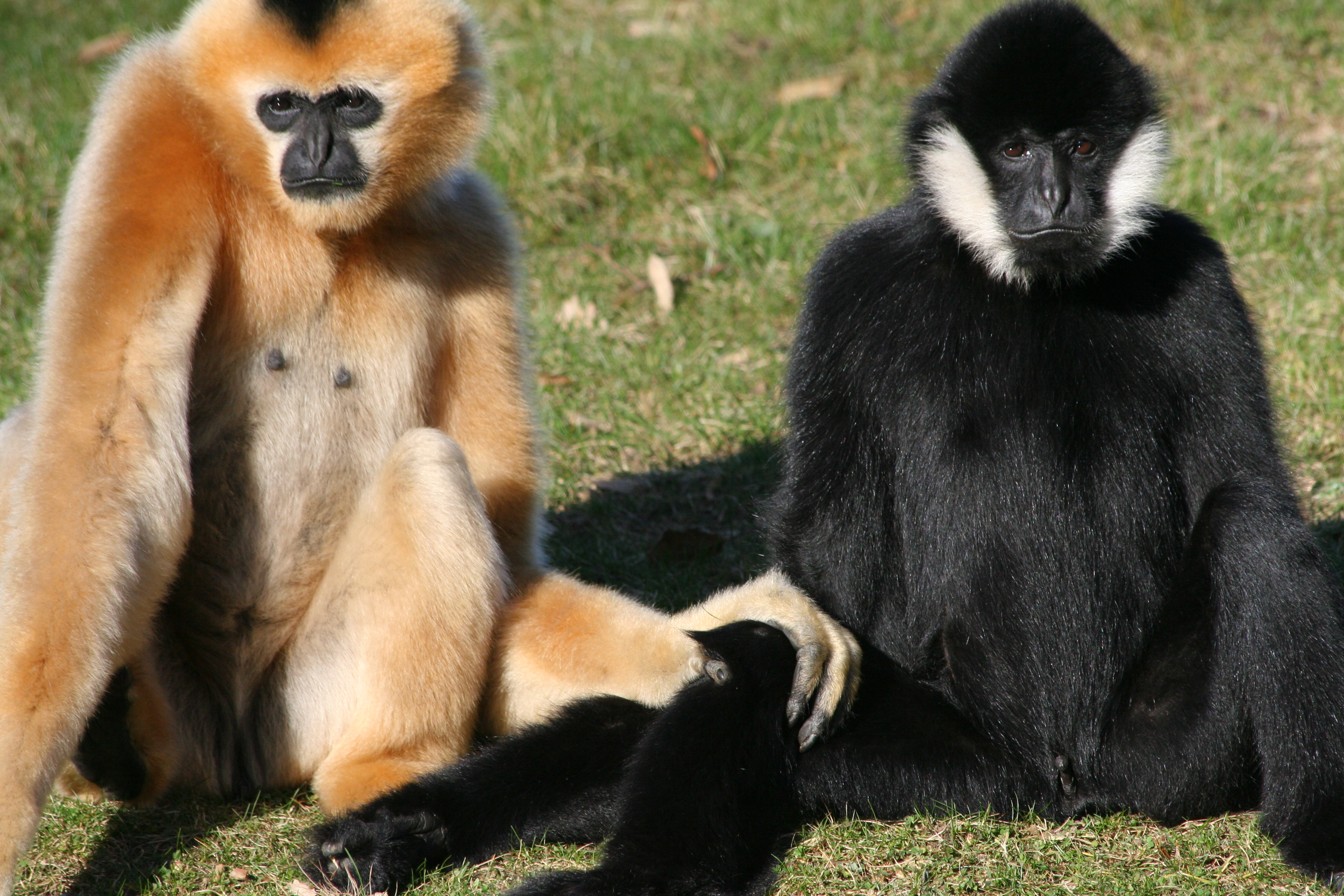
Detalle de la hembra y macho
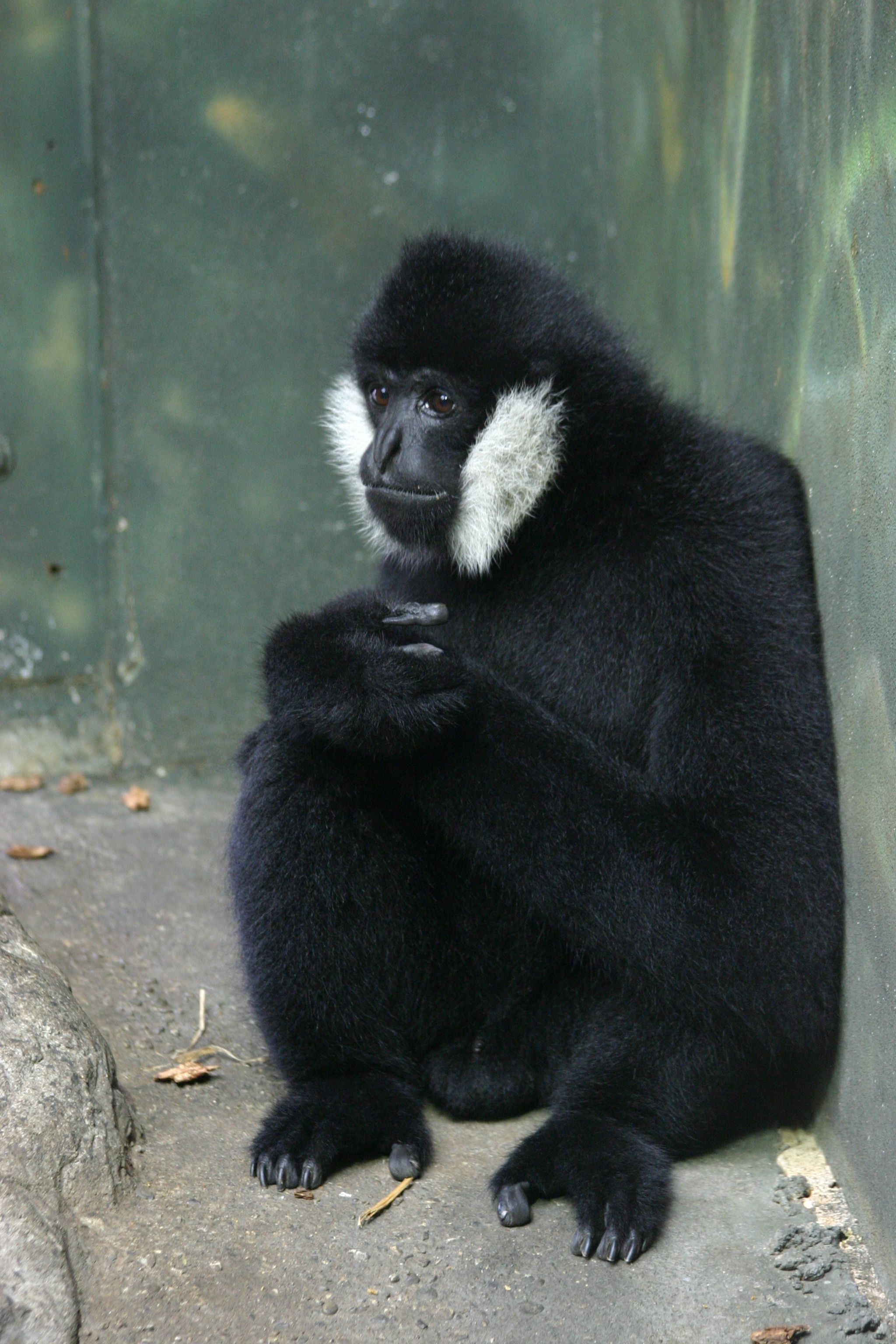
Detalle del macho sentado

## Galería de vídeos
- Vídeo de la hembra y el macho
- Vídeo de dos machos y una hembra arriba de una torre
- Vídeo de dos machos y una hembra arriba de una torre
- Vídeo de dos machos y una hembra arriba de una torre